# Neoserica dichroa
Neoserica dichroa är en skalbaggsart som beskrevs av Frey 1973. Neoserica dichroa ingår i släktet Neoserica och familjen Melolonthidae. Inga underarter finns listade i Catalogue of Life.